# Torre de rádio e televisão de Tianjin
A torre de rádio e televisão de Tianjin foi construída em 1991 na cidade de Tianjin, China. Tem 415,2 metros (1362 pés) e é actualmente a 7ª torre mais alta do mundo.